# 移动赋值运算符
C++语言中，移动赋值运算符（move assignment operator）=用于把一个临时对象转移给一个已存在对象并可以运算符重载。类似于复制赋值运算符，移动赋值运算符也是特殊成员函数。这是从C++11开始引入的概念。
在没有定义拷贝构造函数、拷贝赋值运算符、析构函数和移动构造函数时，编译器会自动生成移动赋值运算符。在实践中，这个特性非常有用 —— 有些资源只应该被移动而不应该被拷贝，如mutex、socket等
移动赋值运算符的操作数是右值引用类型的(T&&)，其中T是定义了移动赋值运算符的对象本身。
移动赋值运算符不同于移动构造函数。前者是赋值给一个已存在的对象。后者是创建一个新对象。二者完成后，操作数对象不复存在。

## 移动赋值运算符的重载
重载移动赋值运算符时，运算符函数的类型必须为：
```
T
&
 
operator
=
(
T
&&
 
data
)

```

一般应满足：
- 检查不会把对象“移动”给自身，这么做无意义。
- 当前对象的数据要先释放掉。
- 被移动掉数据的对象必须用nullptr赋给其数据。
- 运算符必须返回"*this"的引用。

下例为一个简单字符串移动赋值运算符的重载:
```
class
 
String
 
{

 
public
:

  
String
&
 
operator
=
(
String
&&
 
other
)
 
noexcept
 
{

    
// If we're not trying to move the object into itself...

    
if
 
(
this
 
!=
 
&
other
)
 
{

      
delete
[]
 
this
->
data_
;
  
// Free this string's original data.

      
this
->
data_
 
=
 
other
.
data_
;
  
// Copy the other string's data pointer into this string.

      
other
.
data_
 
=
 
nullptr
;
  
// Finally, reset the other string's data pointer.

    
}

    
return
 
*
this
;

  
}

 
private
:

  
char
*
 
data_
;

};

```